# Casselberry
Casselberry és una població dels Estats Units a l'estat de Florida. Segons el cens del 2009 tenia 24.792 habitants.

## Demografia
Segons el cens del 2000, Casselberry tenia 22.629 habitants, 9.746 habitatges, i 5.740 famílies. La densitat de població era de 1.311,9 habitants per km².
Dels 9.746 habitatges en un 24,9% hi vivien nens de menys de 18 anys, en un 41,8% hi vivien parelles casades, en un 12,3% dones solteres, i en un 41,1% no eren unitats familiars. En el 30,7% dels habitatges hi vivien persones soles el 9,5% de les quals corresponia a persones de 65 anys o més que vivien soles. El nombre mitjà de persones vivint en cada habitatge era de 2,31 i el nombre mitjà de persones que vivien en cada família era de 2,91.
Per edats la població es repartia de la següent manera: un 20,7% tenia menys de 18 anys, un 9,6% entre 18 i 24, un 32,3% entre 25 i 44, un 22,9% de 45 a 60 i un 14,5% 65 anys o més.
L'edat mediana era de 37 anys. Per cada 100 dones de 18 o més anys hi havia 90,6 homes.
La renda mediana per habitatge era de 38.627 $ i la renda mediana per família de 45.354 $. Els homes tenien una renda mediana de 31.332 $ mentre que les dones 24.778 $. La renda per capita de la població era de 19.626 $. Entorn del 6,2% de les famílies i el 8,8% de la població estaven per davall del llindar de pobresa.

## Poblacions més properes
El següent diagrama mostra les poblacions més properes.